# Weberei Leuzendorf & Waengler
Die Weberei Leuzendorf & Waengler war ein im Jahr 1871 gegründetes böhmisches Textilunternehmen. Es ging aus der Weberei Adolf in Langenau bei Hohenelbe hervor. 

## Geschichte
Gründer des Unternehmens waren Severin Waengler (III) und sein Geschäftspartner und Schwager Friedrich von Leuzendorf.

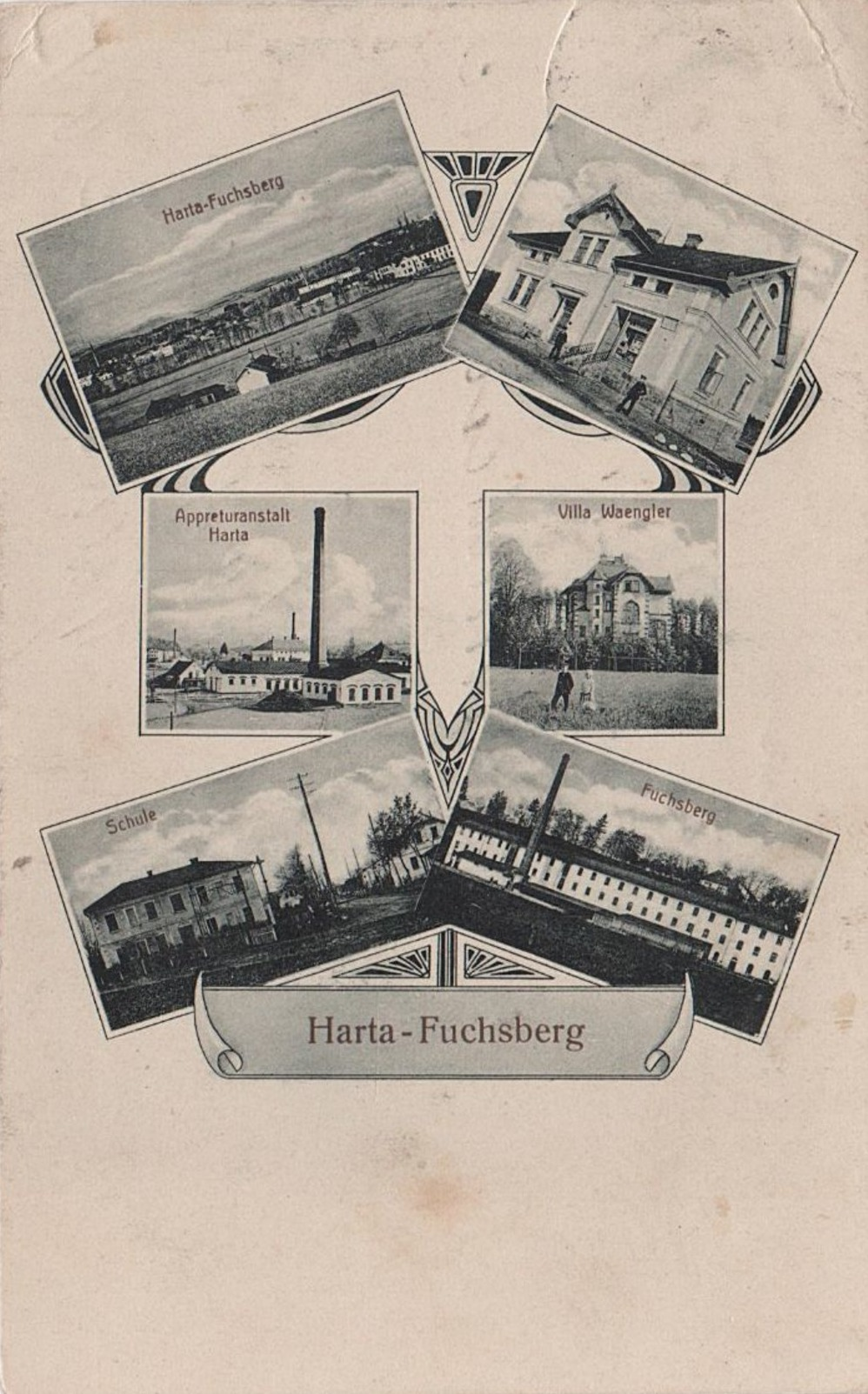
Darstellung der Appreturanstalt Harta auf einer Ansichtskarte

Nach einer kurzen Blüte traf die Finanzkrise aus dem Jahr 1873 die Firma schwer und erst im Jahr 1875 konnten wieder Gewinne geschrieben werden. 1876 wurde die Firma erweitert und die Zirm-Bleiche erworben, die zur „Bleiche und Appreturanstalt Harta“ ausgebaut wurde. 1877 starb der Firmengründer Severin Waengler (III) und die Firma wurde von seiner Frau Adolfine (geb. v. Leuzendorf) weitergeführt. 1881 übernahm der älteste Sohn Ludwig Waengler, vorzeitig als volljährig erklärt, die Leitung der Firma. Die Jahre 1879 bis 1914 waren die Blütezeit des Unternehmens und es wurden in Langenau und Harta 500 Mitarbeiter beschäftigt. 1891 trat Wladimir Waengler, der jüngere Bruder Ludwigs, die Nachfolge in der Unternehmensführung an. Den nötigen fachlichen Hintergrund hatte Wladimir Waengler an der Gewerbeschule in Reichenberg und in verschiedenen Textilunternehmen in Manchester erworben.
Der Verlust eines Großteils des Vermögens durch österreichische Kriegsanleihen im Ersten Weltkrieg und der Wegfall eines Großteils der Absatzgebiete in den ehemaligen Gebieten der K.u.k.-Monarchie setzte der Familie und dem Unternehmen schwer zu. Nach einer letzten Blüte in den Jahren 1938/39 wurde das Unternehmen im Zuge des Zweiten Weltkrieges zugunsten eines anderen Betriebes stillgelegt. Zu der geplanten Weiterführung des Betriebes durch Ferdinand und Hermann Waengler nach Ende des Zweiten Weltkrieges kam es nicht mehr.